# J. van Rijckenborgh
Jan van Rijckenborgh (pseudônimo de Jan Leene) foi um rosacruz gnóstico, conhecido por ser o fundador e líder espiritual (grão-mestre) da Escola Espiritual da Rosacruz Áurea ou Lectorium Rosicrucianum. Nasceu em 16 de outubro de 1896 em Haarlem, Holanda. Inicialmente ligado em 1924 à Fraternidade Rosacruz (Het Rozekruisers Genootschap), divisão holandesa da Rosicrucian Fellowship (movimento fundado por Max Heindel), seu trabalho se tornaria independente a partir do ano de 1935. Desde muito jovem pressentia que além dos ensinamentos exteriores das diversas igrejas, deveria existir um ensinamento interior.
Durante a Segunda Guerra Mundial, o trabalho foi proibido pelas forças de ocupação nazista. Com o final da guerra em 1945, o trabalho exterior foi retomado e passou a adotar o nome Lectorium Rosicrucianum, ou Escola Espiritual da Rosacruz Áurea, apresentando-se cada vez mais como uma escola gnóstica, "Gnosis" significando aqui o conhecimento direto de Deus, resultado de um caminho de desenvolvimento espiritual.
Dos anos 1930 aos anos 1960, Rijckenborgh publicou extensos comentários do Corpus Hermeticum (atribuído a Hermes Trismegisto), do Evangelho Gnóstico da Pistis Sophia, dos Manifestos Rosacruzes (Fama Fraternitatis, Confessio Fraternitatis e Núpcias Alquímicas de Christian Rozenkreuz), do livro Cristianópolis (de Johann Valentin Andreae), do Tao Te King e vários outros, além de diversas outras obras.
Zwier Willem Leene foi co-fundador do movimento, tendo se unido aos dois em 1930 a Sra. Catharose de Petri (pseudônimo de H. Stok-Huyser).
J. van Rijckenborgh viria a falecer em 1968, quando as atividades do Lectorium Rosicrucianum já haviam se espalhado por vários países da Europa e da América.

## Livros publicados em português
- O Chamado da Fraternidade da Rosacruz (análise esotérica da Fama Fraternitatis R.C. , um manifesto dos rosacruzes do século XVII, publicado em 1614)
- A Confissão da Fraternidade da Rosacruz (análise esotérica da Confessio Fraternitatis R.C. , um manifesto dos rosacruzes do século XVII, publicado em 1615)
- As núpcias alquímicas de Christian Rosenkreuz (Obra em dois tomos - análise esotérica do texto rosacruz publicado em 1616)
- Christianopolis (comentários sobre a obra de Johann Valentin Andreae)
- A arquignosis egípcia (Obra em quatro tomos - baseada na Tabula Smaragdina e no Corpus Hermeticum de Hermes Trismegisto)
- Os mistérios gnósticos da Pistis Sophia (Comentários do Livro I da Pistis Sophia)
- A Gnosis em sua atual manifestação
- A Luz do mundo
- O mistério iniciático cristão - Dei gloria intacta
- Desmascaramento
- Filosofia elementar da Rosacruz moderna
- Não há espaço vazio
- O advento do novo homem
- O mistério das bem-aventuranças
- O novo sinal
- O Nuctemeron de Apolônio de Tiana
- Um novo chamado
- O remédio universal

## Com Catharose de Petri
- A Gnosis Chinesa (comentários sobre os 33 primeiros aforismos do Tao Te King)
- A Fraternidade de Shamballa
- O caminho universal
- A Gnosis universal
- A grande revolução
- Reveille!